# Национален легион на благоприличието
Националният легион на благоприличието (на английски: National Legion of Decency) е бивша католическа неправителствена организация в Съединените щати (САЩ).
Създадена през 1933 г. от епископите на Католическата църква в САЩ, тя има за цел оценяването и цензурирането на показваните в страната филми от гледна точка на католическите морални норми.
В ранния период от съществуването на Легиона неговите оценки оказват значително влияние върху търговския успех на филмите, тъй като местните католически църкви забраняват посещенията на филми, определяни от Легиона като морално осъдителни. С времето този ефект отслабва, като на много места с католическо население списъците със забранени филми имат обратния ефект и спомагат за рекламирането на включените в тях продукции.
Организацията става (1965) Национален католически офис за кинофилми (National Catholic Office for Motion Pictures), влива се (1980) в Служба за филм и разпространение (Office of Film and Broadcasting), която е закрита през 2010 г.